# Chalicostroma
Genre
Chalicostroma est un genre d'algues rouges incertae sedis. 

## Liste d'espèces
Selon AlgaeBase (26 juillet 2013) et World Register of Marine Species (26 juillet 2013) :
- Chalicostroma nierstraszii Weber-van Bosse, 1911 (espèce type)